# Maurice Cann
Maurice Cann (Leicester, 23 de marzo de 1911-12 de febrero de 1989) fue un piloto de motociclismo británico, que compitió en el Campeonato del Mundo de Motociclismo desde 1949 hasta 1952.
Formó parte de la primera edición de la primera edición del Mundial. Allí ganó un total de 3 Grandes Premios, todos ellos fueron en el Gran Premio del Úlster. En 1950, fue subcampeón de la categoría de 250cc por detrás del italiano Dario Ambrosini.
Participó en varias ediciones de la Tourist Trophy desde 1931, utilizando motos como Norton, Velocette, Excelsior y Guzzi, y ganó un de ellas: la Lightweight TT de 1948.

## Resultados en el Campeonato del Mundo de Motociclismo
Sistema de puntuación en 1949:
| Posición | 1.º | 2.º | 3.º | 4.º | 5.º | Vuelta rápida |
| Puntos   | 10  | 8   | 7   | 6   | 5   | 1             |

Sistema de puntuación desde 1950 hasta 1968:
| Posición | 1.º | 2.º | 3.º | 4.º | 5.º | 6.º |
| Puntos   | 8   | 6   | 4   | 3   | 2   | 1   |

(carreras en cursiva indica vuelta rápida)
| Año  | Clase | Equipo     | 1       | 2       | 3     | 4     | 5     | 6       | 7     | 8     | 9     | Pts | Pos |
| ---- | ----- | ---------- | ------- | ------- | ----- | ----- | ----- | ------- | ----- | ----- | ----- | --- | --- |
| 1949 | 250cc | Moto Guzzi | IOM -   | SUI -   |       |       | ULS 1 | NAT -   |       |       |       | 11  | 4.º |
| 1950 | 250cc | Moto Guzzi | IOM 2   |         |       | SUI - | ULS 1 | NAT Ret |       |       |       | 14  | 2.º |
| 1950 | 350cc | Moto Guzzi | IOM Ret | BEL -   | NED - | SUI - | ULS - | NAT -   |       |       |       | 0   | -   |
| 1950 | 500cc | Moto Guzzi | IOM -   | BEL -   | NED - | SUI - | ULS - | NAT Ret |       |       |       | 0   | -   |
| 1951 | 250cc | Moto Guzzi | ESP -   | SUI -   | IOM - | BEL - | NED - | FRA -   | ULS 2 | NAT-  |       | 6   | 6.º |
| 1952 | 250cc | Moto Guzzi | SUI -   | IOM 5   | NED - |       | GER - | ULS 1   | NAT - |       |       | 10  | 4.º |
| 1952 | 350cc | AJS        | SUI -   | IOM Ret | NED - | BEL - | GER - | ULS -   | NAT - |       |       | 0   | -   |
| 1953 | 250cc | Moto Guzzi | IOM Ret | NED -   |       | GER - |       | ULS Ret | SUI - | NAT - | ESP - | 0   | -   |